# Му Чжон
Му Чжон (кор. 무정, наст. имя Ким Му Чжон, кор. 김무정, 1905, пров. Хамгён-Пукто — 1951, Пхеньян) — корейский и китайский военачальник и коммунист.

## Биография
Родился в 1905 году в провинции Хамгён-Пукто. В 1919 году в антияпонском патриотическом движении, вступил в «Движение 1 марта». В 1922 году эмигрировал в Китай.
Во время начала Великого похода был командиром 3-го эшелона 1-й колонны. После липинского совещания и последовавшей реорганизации, был переведён на должность командира артиллерийского батальона 3-го военного корпуса Красной армии. Был командующим артиллерией китайской 8-й армии. Был известен как один из лучших командиров-артиллеристов и самым высокопоставленным корейцем в армии китайских коммунистов. Существует версия, что И. В. Сталин имел намерения выслать за ним самолёт для того, чтобы привезти его в Советский Союз для участия в войне против Германии.
В 1939 году в Яньани при помощи КПК был сформирован Корпус Корейских Добровольцев под командованием Му Чжона и Ким Ду Бона, имевший к 1945 году до 1000 штыков. После освобождения Кореи от японских войск корпус стал одной из главных составных частей формирующейся Корейской Народной армии.
В начальный период Корейской войны — один из наиболее известный и авторитетный генерал. Занимал пост командующего 2-й Армией.
На экстренном III пленуме ЦК ТПК, проходившем у китайской границы в небольшой деревне Канге 21 декабря 1950 года (после успешного контрнаступления корейских и китайских войск), вместе с рядом военных и партийных руководителей КНДР был признан ответственным за недавние поражения от войск интервентов. Подвергшиеся критике были исключены из партии. В 1951 году был снят с постов и был вынужден вернуться в Китай.
Умер в 1951 году в Пхеньяне от болезни (по другой версии — умер в Китае).
В 90-х годах был реабилитирован. Ныне похоронен на «кладбище революционеров» на горе Тэсонсан (대성산).